# Cardiochiles fumatus
Cardiochiles fumatus är en stekelart som beskrevs av Telenga 1949. Cardiochiles fumatus ingår i släktet Cardiochiles och familjen bracksteklar. Inga underarter finns listade.